# 大頭厚唇雅羅魚
大頭厚唇雅羅魚（学名：Erimystax insignis）为輻鰭魚綱鯉形目雅羅魚科的其中一種，分布於北美洲美國北卡羅萊那州、肯塔基州、田納西州、喬治亞州與阿拉巴馬州坎伯蘭河與田納西河流域，體長可達10公分，棲息在水質清澈的中小型礫石底質溪流，以水生昆蟲等為食。

## 扩展阅读
維基物種上的相關：大頭厚唇雅羅魚